# Tai Shan (panda)
Pour les articles homonymes, voir Taishan.
Tai Shan (chinois : 泰山) (également connu sous le nom de Butterstick avant son nommage officiel) est un panda géant mâle né au zoo national de Washington DC le 9 juillet 2005. Il est le premier panda né au zoo de Washington à survivre plus de quelques jours.

## Lignée

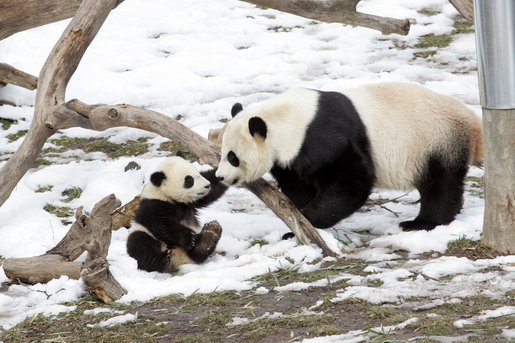
Tai Shan (7 mois) avec sa mère Mei Xiang le 16 février 2006.

Tai Shan est le premier petit né de Mei Xiang et Tian Tian, le deuxième couple de pandas géants du zoo national. (Le premier couple, Ling-Ling et Hsing-Hsing, ont été donnés aux États-Unis par la Chine en 1972, peu de temps après la visite historique de Richard Nixon. Ling-Ling est mort en 1992 et Hsing-Hsing en 1999 donner naissance à des petits ayant survécu plus de quelques jours).
Les deux parents de Tai Shan sont nés au Centre chinois de recherche et de conservation du panda géant à Wolong, dans la province du Sichuan. Mei Xiang, sa mère, a été inséminée artificiellement en mars 2005 avec du sperme de Tian Tian après des accouplements naturels infructueux. Selon l'accord avec la Chine, le gouvernement chinois peut exiger que Tai Shan soit envoyé en Chine à tout moment après avoir atteint l'âge de deux ans, car il est, comme ses parents, la propriété de la Chine. (Mei Xiang et Tian Tian sont techniquement « loués » au zoo national par le gouvernement chinois dans le cadre d'un accord de 10 millions de dollars sur dix ans, avec de l'argent pour la recherche sur la conservation des pandas en Chine.) Le zoo national a annoncé en avril 2007 qu'il avait conclu un accord avec le gouvernement chinois pour laisser Tai Shan au zoo national au moins jusqu'en juillet 2009. L'annonce a été faite lorsque l'ambassadeur chinois Zhou Wenzhong présenta à Tai Shan un "passeport" avec une période de séjour prolongée jusqu'en juillet 2009, sans frais supplémentaires.
Il est le frère de Bei Bei, Bao Bao et Xiao Qi Ji.

## Appellation

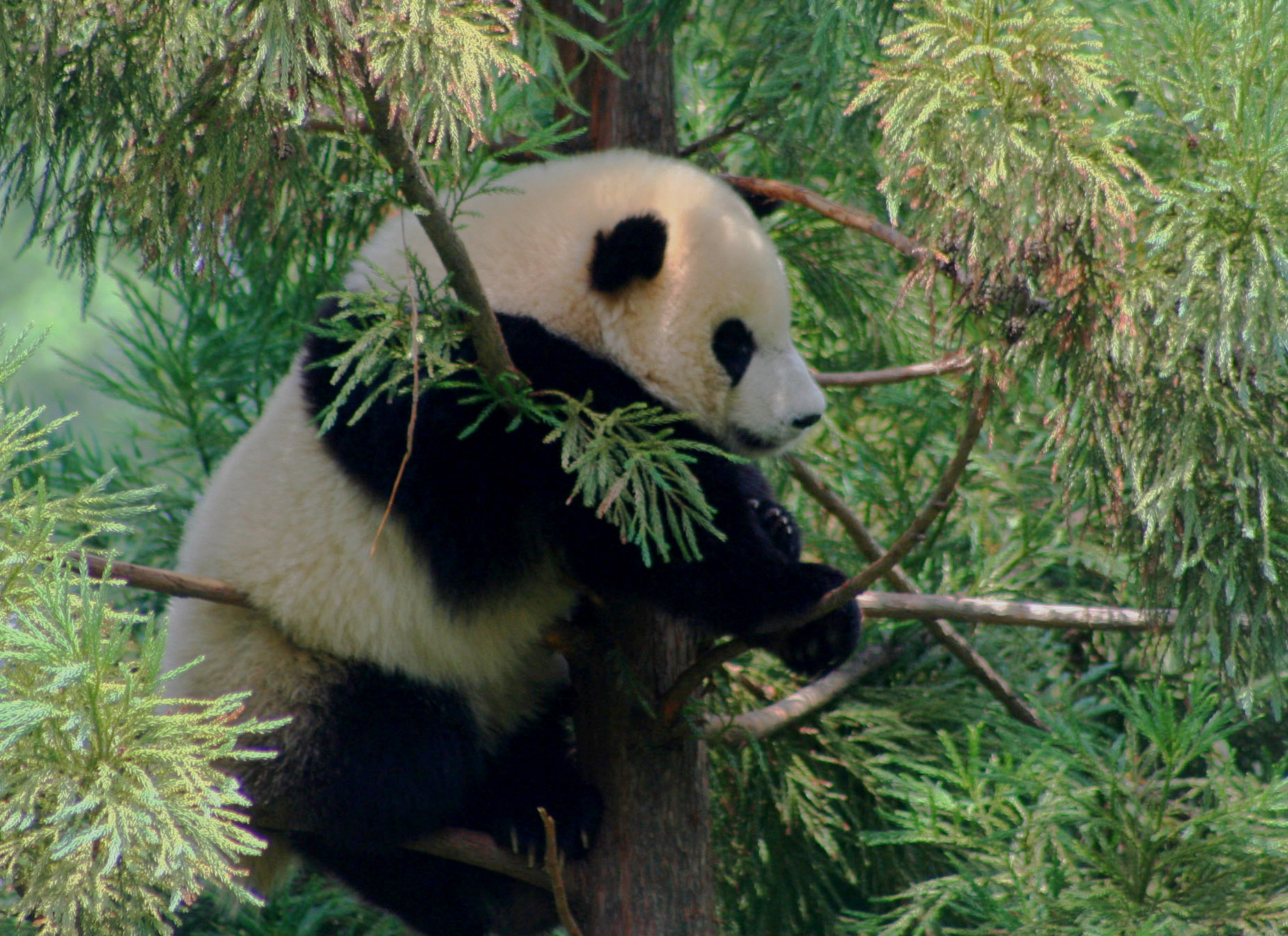
Tai Shan le 8 juillet 2006.

Suivant une tradition chinoise, les petits panda ne sont nommés qu'à l'âge de 100 jours. Avant d'avoir un nom, le petit était populairement appelé Butterstick car immédiatement après sa naissance, un employé du zoo l'a décrit comme étant à peu près de la taille d'un bâton de beurre. Le nom s'est répandu auprès des blogueurs et est devenu très populaire.
À l'automne 2005, le zoo national a annoncé que le nom du petit serait choisi par le biais d'un sondage Internet. Cinq noms furent inclus dans le sondage ; tous étaient des noms chinois traditionnels approuvés par la China Wildlife Conservation Association. Les choix étaient Hua Sheng (« Chine Washington » et « magnifique »), Sheng Hua (« Washington Chine » et « magnifique »), Tai Shan (« montagne paisible »), Long Shan (« montagne du dragon ») et Qiang Qiang (« fort, puissant »). Butterstick n'était pas inclus en option. Certains blogueurs protestèrent contre cette décision ; certains tentèrent de pirater le sondage,, permettant aux électeurs de choisir le nom Butterstick. Malgré ces efforts, le nom de Tai Shan, signifiant « montagne paisible », fut finalement choisi, ayant remporté 44% des 202 045 votes exprimés.

## Attention médiatique

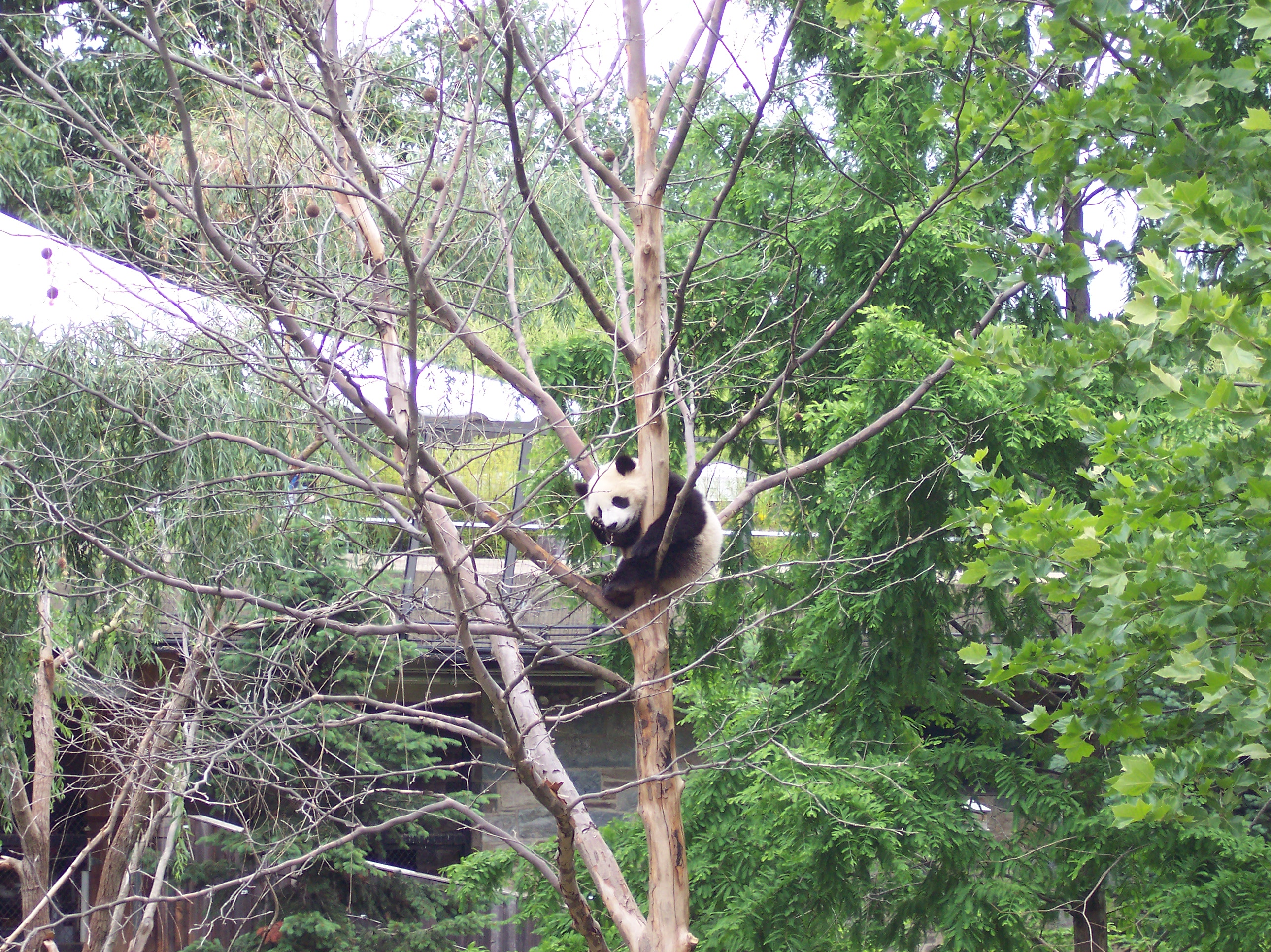
Tai Shan dans son arbre préféré en juin 2006.

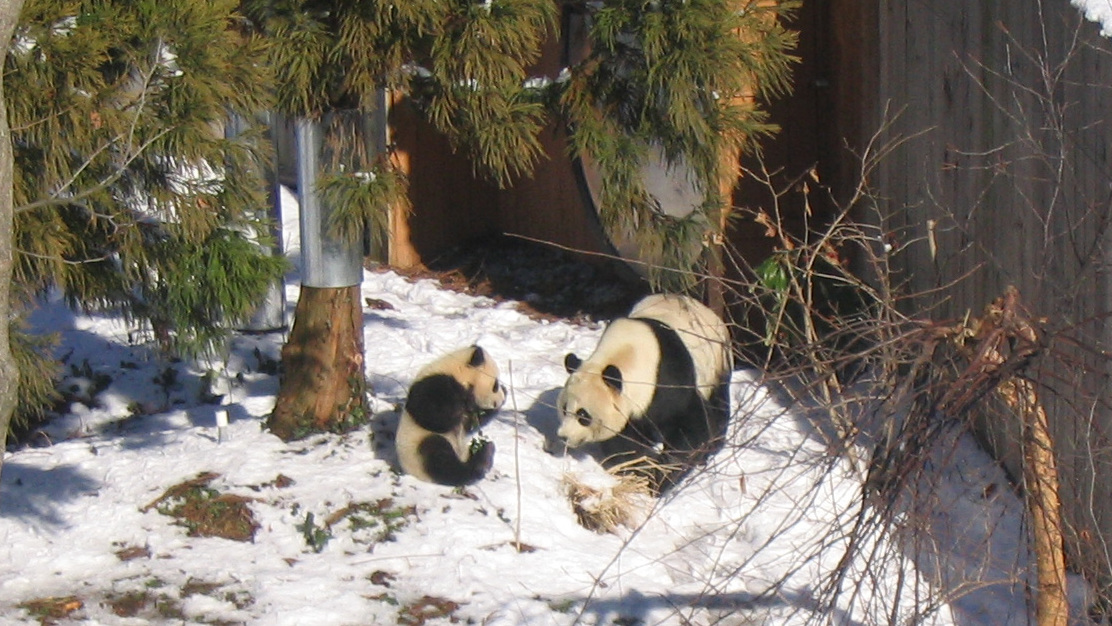
Tai Shan et sa mère en février 2006.

Tai Shan fit ses débuts publics le 8 décembre 2005, après l'émission par le zoo national de 13 000 billets d'entrée gratuits. Ces billets disparurent en moins de 2 heures, et certains furent rapidement proposés à la vente sur eBay et Craigslist, d'une valeur pouvant atteindre 500 $ chacun.
Devenant très populaire, il fut fréquemment mentionné sur les sites Web tels que DCist et Wonkette, ainsi que dans les médias traditionnels, y compris la National Public Radio, le Washingtonian, et leWashington Post. Les fans ont créé des sites de vente de marchandises liées à son image, dont un en partenariat avec cafepress.com qui a fait don d'environ 1 900 $ de bénéfices au zoo national.
Le panda fut présenté dans un documentaire sur la Animal Planet intitulé A Panda Is Born, qui suit les efforts d'élevage de panda géant du zoo national et la naissance de Tai Shan. Quelques mois après le premier anniversaire de Tai Shan, Animal Planet créa un documentaire intitulé Baby Panda's First Year, qui l'a suivi pendant ses 12 premiers mois.

### Premier anniversaire
Au zoo national de Washington DC, Tai Shan et des milliers de fans ont célébré son premier anniversaire le 9 juillet 2006. Dès 7 heures du matin, les visiteurs du zoo national commencèrent à faire la queue devant l'exposition de panda, avec l'ouverture à trois heures.
Un de ses cadeaux était un fruiticle géant sur mesure avec le numéro « 1 » sur le dessus. Ces friandises glacées lui donnèrent des problèmes gastro-intestinaux dont il s'est maintenant remis.
Après 2007, Tai Shan vécut seul au zoo, car les petits quittent leur mère vers l'âge de 2 ans et les pères ne jouent aucun rôle dans l'élevage des petits.

## Déménagement en Chine

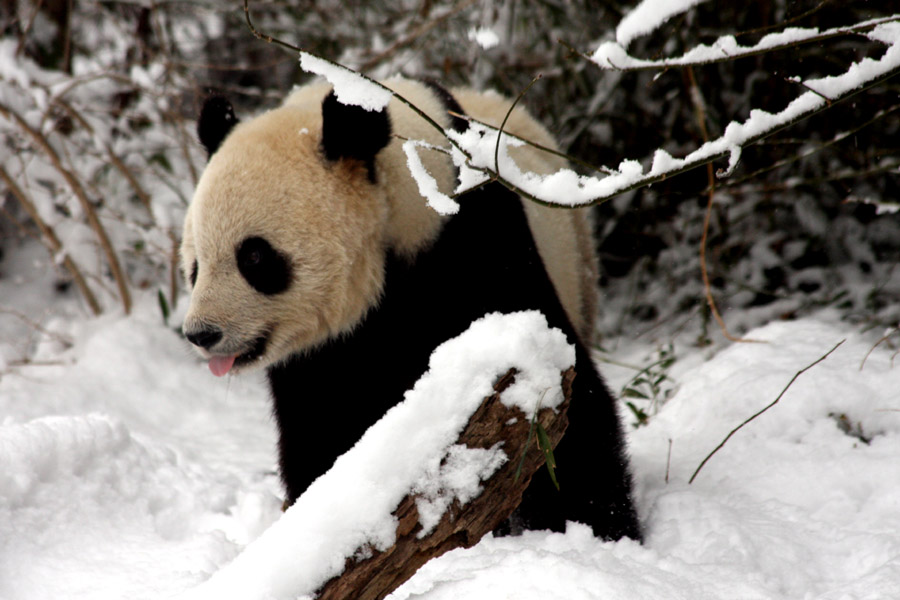
Tai Shan lors de sa dernière journée au zoo national de Washington DC, le 3 février 2010.

Le zoo national annonce son départ le 4 décembre 2009 pour rejoindre sa terre d'origine en Chine, conformément aux accords précédents. Malgré les demandes des responsables du zoo pour garder Tai Shan une année supplémentaire, la China déclina la demande. Selon l'accord original, Tai Shan devait retourner en Chine deux ans après sa naissance. La Chine lui avait déjà permis de rester encore deux ans et demi après l'accord initial. Il quitta la capitale américaine pour la Chine le 4 février 2010 (sur le même vol que Mei Lan du zoo d'Atlanta). Il déménagea à la base de Bifengxia, à Ya'an, dans le Sichuan, avant de rejoindre en 2014 la base de Dujiangyan du centre chinois de conservation et de recherche pour le panda géant de la province du Sichuan.
Tai Shan a récemment fait ses premiers pas dans la paternité.